# 比莉·艾利什
比莉·艾利殊（英語：Billie Eilish），全名比莉·艾莉許·派瑞特·貝爾德·奧康奈爾（Billie Eilish Pirate Baird O'Connell，/ˈaɪlɪʃ/ EYE-lish；2001年12月18日—），美国创作女歌手。2015年，她凭借首支单曲《海洋之眼》获得了公众关注，该单曲随后由新视镜唱片旗下的Darkroom唱片发行的；这首歌由她的哥哥菲尼亚斯·奥康奈尔创作并制作，她与哥哥在音乐创作和现场表演中一直保持着合作关系。她的首张迷你专辑《不要對我笑》（2017年）在商业上取得了巨大成功，并进入了许多国家和地区排行榜的前15位，包括美国、英国、加拿大和澳大利亚。
艾利什的首张录音室专辑《當我們睡了 怪事發生了》（2019年）大获成功，在美国《公告牌》二百强专辑榜和英国专辑排行榜上空降冠军。该专辑是2019年最畅销的专辑之一，其中的第五支单曲〈Bad Guy〉成为热门单曲，这也是她在美国《公告牌》百强单曲榜上的首支冠军单曲。次年，她为电影《007：无暇赴死》與哥哥菲尼亞斯·奧康奈爾共同创作了主题曲〈无暇赴死〉，这首歌在英国单曲排行榜上夺得冠军，并在2022年第94屆奧斯卡金像獎获得奥斯卡最佳原创歌曲奖。她随后发行的单曲〈Everything I Wanted〉、〈我的未來〉、〈我思故我在〉和〈你的權力〉在美英两国均进入了排行榜前十。她的第二张录音室专辑《怪樂的不得了》（2021年）在25个国家和地区的专辑榜上获得冠军。
艾利什获得了众多奖项，包括七项格莱美奖、两项全美音乐奖、两项吉尼斯世界纪录、三项MTV音乐视频大奖、三项全英音乐奖、兩项金球奖和兩项奥斯卡奖。她是格莱美历史上最年轻的获奖歌手，并于同一年的颁奖典礼上赢得了所有四个通类奖项——最佳新人、年度制作、年度歌曲和年度专辑。她被列入《时代》2019年首次公布的“未来百大人物”和2021年的“百大人物”的名单。根据美国唱片业协会和《公告牌》的数据，艾利什的数字单曲认证销量位居第26名，她被认为是2010年代最成功的歌手之一。

## 早期生活
比莉出生于加利福尼亚州洛杉矶，母亲是瑪姬·拜爾德，父亲是派崔克·奧康奈爾，他们都在娱乐行业工作。作为愛爾蘭以及蘇格蘭的后裔，比莉成長於洛杉磯的高地公園。她年幼時在家上学，並於8歲時加入洛杉磯兒童合唱團。11歲時，比莉為自己的樂團創作和演唱的哥哥菲尼亞斯·奧康奈爾一樣，開始嘗試自行創作。

## 職業生涯

### 2015年–2017年：《不要對我笑》
2015年10月，比莉錄製了歌曲《Ocean Eyes》，原先是她的哥哥為自己的樂團寫的歌曲，之後這首歌送給了歌曲的編舞，比莉的舞蹈老師。
《Ocean Eyes》作為比莉的首張單曲於2016年在SoundCloud發行。音樂錄影帶於同年5月24號釋出，而由比莉表演歌曲的舞蹈版則於11月22號釋出，同一年，比莉發行了歌曲《Six Feet Under》。《Ocean Eyes》由Darkroom和新視鏡唱片在2016年11月18號於全球正式發行，並獲得了普遍的好評。線上音樂雜誌《Stereogum》的克里斯·德維爾表示:「這首歌是純粹的流行；一首關於渴望與前任和好如初的抒情曲。我甚至能想像這首歌成為主流熱單。」2017年1月14號，比莉發行了收錄了4首《Ocean Eyes》Remix版的迷你專輯。
隨著《Ocean Eyes》Remix版的商業成功，比莉於同年2月24號發行了單曲《Bellyache》。《Bellyache》由菲尼亞斯·奧康奈爾製作及合寫，並在3月22號釋出由Miles和AJ製作的音樂錄影帶。同月30號，比莉為Netflix影集《漢娜的遺言》的影集原聲帶發行了歌曲《Bored》。在6月30號，比莉發行了單曲《Watch》，並於7月11號發行單曲《Copycat》，同時宣布即將發行迷你專輯《不要對我笑》。之後，到了七月的每個星期五，比莉就會追加一首迷你專輯的單曲。並在這樣的發行方式下，發行了《Idontwannabeyouanymore》和《My Boy》。《不要對我笑》於2017年8月11號發行。專輯發行後，比莉與美裔饒舌歌手文斯·斯塔普利斯合作發行了《Watch》的Remix版《&Burn》，該曲於後期收錄於再版發行的迷你專輯中。

### 2018年–2020年：《當我們睡了 怪事發生了》
2018年2月，比莉開始了Where's My Mind巡迴演唱會，並於4月結束巡演。在2018年度的世界唱片行日中，比莉宣布將發行收錄了個人歌曲《Party Favor》的原聲版，以及歌手德瑞克的歌曲《Hotline Bling》的原聲翻唱版。比莉與美國歌手哈立德合作單曲《Lovely (怪奇比莉和凱利德歌曲)》，於同年4月發行並收錄於《漢娜的遺言》第2季原聲帶。她在這之後也陸續發行單曲《Bitches Broken Hearts》和《You Should See Me in a Crown》。10月17號，比莉發行了單曲《When the Party's Over》。2019年1月30號，比莉發行了單曲《Bury a Friend》並作為她的首張專輯《當我們睡了 怪事發生了》的第3張單曲。專輯的第4張單曲《Wish You Were Gay》於3月4號發行。專輯於3月29號正式發行。
比莉成為了出生於2000年後第一位擁有冠軍專輯與冠軍單曲的歌手。
2020年1月27日，比莉在第62届《格莱美奖》首次亮相在6个奖项中赢了5个，4个奖项中为年度或一般类型的所有奖项，包括“年度专辑”,“年度制作”，“年度歌曲”和“最佳新人”。这是继克里斯多夫·克罗斯在第23届《格莱美奖》成为大满贯的30年后，成为史上第二位，亦為史上首位女性之最年轻大满贯歌手。

### 2021年-2023年：《怪樂的不得了》
2021年1月，比莉與蘿莎莉雅合作的新歌〈Lo Vas A Olvidar〉發行，由R.J.卡特勒執導的紀錄片《怪奇比莉 世界有點模糊》在 Apple TV+和部分電影院上映。這部電影因其對比莉成名期間的個人生活的深入與了解，而受到評論家和影迷的稱讚。在第63屆格萊美獎頒獎典禮上，比莉以〈Everything I Wanted〉獲得最佳年度唱片獎，以及以〈No Time to Die〉獲得最佳影视歌曲创作獎。
2021年4月27日，比莉在她的Instagram帳戶上宣布，她的第二張專輯《怪樂的不得了》將於7月30日發行，收錄先行單曲〈我的未來〉、〈我思故我在〉、〈你的權力〉、〈無可救藥〉跟〈保密協議〉。
2021年6月，比莉因在過去拍攝的影片唱著饒舌歌手造物主泰勒的歌曲〈Fish〉，其對話出現污辱用語chink、疑似模仿非裔口音或非洲裔美國人白話英語的爭議引發輿論關注，同時因疑似以出櫃性字眼宣傳新歌〈Lost Cause〉而被指控為消費女同。6月22日，比莉為自己過去使用污辱用語「chink」而在Instagram道歉，稱她對這段影片「感到震驚和尷尬」，當時拍攝影片的時間點是她「13歲或14歲」，在當時她並不知道這是一個污辱用語。至於影片中以怪腔怪調的語氣演唱被輿論視為她在嘲笑亞洲口音，但比莉解釋道她實際上是「用一種愚蠢的胡言亂語編造的聲音說話」。
在2021年7月的一次採訪中，比莉在反思這些事件時則表示：「我當時說了很多我現在完全不同意的事情，或者認為相反的事情。最奇怪的是，一旦它出現在網路上，什麼都不會消失......當你是一個他媽的青少年時，你並不真正了解自己......。」
2022年，比莉和菲尼亞斯為皮克斯電影《青春養成記》創作了三首原創歌曲：〈Nobody Like U〉、〈U Know What's Up〉和〈1 True Love〉，在電影中由虛構的少年樂隊4*Town演唱。
2022年初，比莉和菲尼亞斯在科切拉音樂節的都登上了頭條，2022年6月，在曼徹斯特演出期間，她與菲尼亞斯一起首演了民謠《TV》。2022年7月21日，新歌曲〈The 30th〉作為雙軌 《Guitar Songs》的一部分正式發布。

### 2024年至今：《溫柔重擊》
2024年4月，澳大利亚、英国和美国的多个城市出现了宣传这一专辑的广告牌，广告牌上展示了一些歌词片段。虽然广告牌上没有提到艺人的名字，但她的“blohsh”蓝色小人图案还是被粉丝认了出来。宣传广告牌上印着神秘的歌词，例如“她是车头灯，我是鹿”或“我越界了吗？”。艾利什后来将她的头像改为“蓝色圆圈”，并分享了另一张图片，配文是“你知道怎么弯曲吗？”艾利什将她在Instagram的关注者添加到“亲密朋友”，之后向他们发送限时动态，包含她手部的一张“低保真”照片，以及一张她新纹身的图片。2024年4月13日，在科切拉音乐节上，艾利什在一次DJ表演中首次播放了《Lunch》、《L'amour de ma vie》和《千尋》三首歌曲。在4月24日发布的一次采访中，她告诉《滚石》杂志，她不会在专辑发布前释放任何单曲。她解释说，她不喜欢专辑中的单曲，因为她不喜欢作品脱离上下文存在。她把这张专辑比作“一个家庭”，而她“不希望一个小孩单独站在房间中央”。五月份，歌曲《千尋》的片段出现《堡垒之夜》用于展示她游戏内装扮的预告片当中。这首歌还将加入《堡垒之夜》节日模式当中，可以作为“Jam Track”使用。此外，歌曲《Birds of a Feather》的片段还出现在Netflix连续剧《戀愛修課》第三季的宣传影片当中。5月 15 日，艾利什在布鲁克林巴克莱中心为粉丝举办了一场试听派对活动，首次播放了整张专辑。歌曲《Lunch》在5月17日作为首支主打单曲与专辑同日放出。歌曲在2024年5月17日派送到意大利广播电台。

## 藝術風格和影響性
比莉的哥哥菲尼亞斯·奧康奈爾在幫她製作音樂的同時，也會合作作曲作詞。她表示與她一起在現場表演的菲尼亞斯是她在製作音樂時的夥伴。比莉和她哥哥表示他們「喜歡完全的構出概念並為其塑造角色形象，我們很喜歡這種十分虛構的歌曲。」比莉也表示他們合作的一些歌曲派生自她與她哥哥的經驗:「很多時候我們兩個會同時經歷感受同一件事，所以這些歌算是他與我的經歷的混合物。其中有很多都是虛構的，也有很多是真實發生的，這比例大概是一半一半。」

在她與菲尼亞斯合作歌曲的過程中，比莉表示: 
我們嘗試寫出大眾不曾說出口的想法。我們嘗試說出那些不必太過深入的東西，它可以是任何的事物，好比「我感覺很糟，」但是你們卻以某種說得通的形式講出的更深層的東西，而你對此可能自己連想都沒想過。 […] 我們嘗試讓歌詞變得更有趣並更有對話感。
菲尼亞斯為比莉創作歌曲時他意在"寫一首我認為和她的風格比較像，她會喜歡唱並且對歌詞有同感，她能自己再進行創作的歌曲。"當他為比莉寫歌時，他嘗試 "幫助她講述她想講述的任何故事，激發出她自己的好點子，聽取她的點子"，而且用一種適合她聲線的曲調來講述故事。
比莉最開始聽嘻哈音樂和節奏藍調。作為嘻哈歌曲的粉絲，比莉欣賞並希望和造物主泰勒、德瑞克、Earl Sweatshirt、A$AP Rocky，和馬吉爾這樣的歌手合作。她聽著披頭四、綠日和艾薇兒·拉維尼的歌長大。同時拉娜·德芮給比莉的音樂帶來了很大影響。

對於她的個人形象，比莉說：
我和很多人都不一樣,某種程度上我也盡力和他們不一樣。我一點兒也不喜歡遵守規則，如果有人穿一種風格的衣服，我就要穿得和他風格完全相反。我一直穿我想穿的衣服，說我想說的話。我是最棒的，最棒的。[…] 我喜歡被記住，我就要一看就讓別人忘不了。我想我已經證明了我比別人想的更重要。 […]  我比較強勢，所以人們都會認真聽我講話。我有一點讓人害怕，許多人也很怕我，我時不時就會翻臉。

## 個人生活
比莉曾稱自己患有妥瑞症及聯覺，并曾经历抑郁症。2019年3月，她在接受采访时说自己从未服用過毒品。她和家人都是素食者，并經常在社交媒体上提倡純素主義。

## 音樂作品

### EP
- 《不要對我笑》（2017年）
- 《吉他心語》（2022年）

### 專輯
- 《當我們睡了 怪事發生了》（2019年）
- 《怪樂的不得了》（2021年）
- 《溫柔重擊》（2024年）

## 巡迴演出

### 领衔表演
- Where's My Mind 巡迴演唱會（2018）
- 1 by 1 巡迴演唱會（2018–2019）[78]
- 當我們睡了 世界巡迴演唱會（英语：When We All Fall Asleep, World Tour）（2019）[79]

### 開場客串
- 芙蘿倫絲機進份子 – 至高盼望巡迴演唱會（2018）[78]

## 獎項和提名

### iHeartRadio MuchMusic音樂錄影帶大獎
| 年份 | 被提名者/作品 | 獎項           | 結果 | 备注   |
| ---- | ------------- | -------------- | ---- | ------ |
| 2018 | 比莉·艾莉許   | 最受歡迎新人獎 | 提名 | [ 80 ] |

### iHeartRadio音樂獎
| 年份 | 被提名者/作品 | 獎項                  | 結果 | 备注   |
| ---- | ------------- | --------------------- | ---- | ------ |
| 2019 | 比莉·艾莉許   | 最佳搖滾/另類音樂新人 | 提名 | [ 81 ] |

### 尼克頻道兒童票選獎
| 年份 | 被提名者/作品 | 獎項               | 結果 | 备注   |
| ---- | ------------- | ------------------ | ---- | ------ |
| 2019 | 比莉·艾莉許   | 最受歡迎突破性藝人 | 獲獎 | [ 82 ] |

### Pollstar Awards
| 年份 | 被提名者/作品 | 獎項         | 結果 | 备注          |
| ---- | ------------- | ------------ | ---- | ------------- |
| 2019 | 比莉·艾莉許   | 最佳頭條人物 | 提名 | [ 83 ] [ 84 ] |

### 葛萊美獎
| 年份 | 被提名者/作品                                           | 獎項                   | 結果 | 备注   |
| ---- | ------------------------------------------------------- | ---------------------- | ---- | ------ |
| 2019 | 比莉·艾莉許                                             | 最佳新人               | 獲獎 | [ 85 ] |
| 2019 | 《当我们沉睡时，我们去向何处？》                        | 年度專輯               | 獲獎 | [ 85 ] |
| 2019 | 《当我们沉睡时，我们去向何处？》                        | 最佳流行演唱專輯       | 獲獎 | [ 85 ] |
| 2019 | 《当我们沉睡时，我们去向何处？》                        | 最佳非古典工程貢獻專輯 | 獲獎 | [ 85 ] |
| 2019 | 《Bad Guy》                                             | 年度製作               | 獲獎 | [ 85 ] |
| 2019 | 《Bad Guy》                                             | 年度歌曲               | 獲獎 | [ 85 ] |
| 2019 | 《Bad Guy》                                             | 最佳流行歌手           | 提名 | [ 85 ] |
| 2020 | 《Everything I Wanted》                                 | 年度製作               | 獲獎 |        |
| 2020 | 《Everything I Wanted》                                 | 最佳年度歌曲           | 提名 |        |
| 2020 | 《Everything I Wanted》                                 | 最佳流行歌手           | 提名 |        |
| 2020 | 《无暇赴死》 （来自电影《007：无暇赴死》）              | 最佳影視歌曲           | 獲獎 |        |
| 2021 | 《比以往任何时候都快乐》（专辑）                        | 最佳年度專輯           | 提名 |        |
| 2021 | 《比以往任何时候都快乐》（专辑）                        | 最佳流行專輯           | 提名 |        |
| 2021 | 《比以往任何时候都快乐》（专辑）                        | 最佳流行歌手           | 提名 |        |
| 2021 | 《比以往任何时候都快乐》（歌曲）                        | 年度製作               | 提名 |        |
| 2021 | 《比以往任何时候都快乐》（歌曲）                        | 最佳年度歌曲           | 提名 |        |
| 2021 | 《比以往任何时候都快乐》（歌曲）                        | 最佳音樂錄影帶         | 提名 |        |
| 2021 | 《Happier Than Ever: A Love Letter To Los Angeles》     | 最佳音樂電影           | 提名 |        |
| 2022 | 《Nobody Like U [From Turning Red]》                    | 最佳影視歌曲           | 提名 |        |
| 2022 | 《Billie Eilish Live At The O2》                        | 最佳音樂電影           | 提名 |        |
| 2023 | What Was I Made For? [From The Motion Picture "Barbie"] | 最佳年度歌曲           | 獲獎 |        |
| 2023 | What Was I Made For? [From The Motion Picture "Barbie"] | 年度製作               | 提名 |        |
| 2023 | What Was I Made For? [From The Motion Picture "Barbie"] | 最佳流行歌手           | 提名 |        |
| 2023 | What Was I Made For? [From The Motion Picture "Barbie"] | 最佳影視歌曲           | 獲獎 |        |
| 2023 | What Was I Made For? [From The Motion Picture "Barbie"] | 最佳音樂錄影帶         | 提名 |        |

## 争议

### 模仿亞非口音及被指侮辱中國人
2021年6月21日，有网民翻出比莉曾在13歲時模仿亚洲人口音说出侮辱性词语“（中國佬）”，又以戲謔方式模仿黑人說英文。之后，她在Instagram道歉，表示當時不知「chink」含有貶低亞洲人之意，自覺無知、震驚、心碎；並表示從小喜歡對親友胡言亂語，用聲音逗趣，無意傷害任何人。在涉事影片中，比莉對口型唱出造物主泰勒的歌曲，歌詞包含「chink」。